# Svartkindad fikonpapegoja
Svartkindad fikonpapegoja (Nannopsittacus melanogenia) är en fågelart i familjen östpapegojor inom ordningen papegojfåglar.

## Utseende och läte
Svartkindad fikonpapegoja är en liten papegoja med kort stjärt. Kroppen är grön, med mörkblått i vingen och i ansiktet mörk panna och kind. Hanen har ett vitt streck som delar kinden, hjässan och näbben samt vanligtvis ett orangefärgat bröst. Honan är mörkare i antsiktet, med mindre orange på bröstet men istället med en orangefärgad fläck bakom den mörka kinden. Arten är mest lik dubbelögd fikonpapegoja, men har till skillnad från denna orange bröst och är svartaktig istället för röd på panna och kind. Bland lätena hörs ljusa och vassa "tsik!" eller exalterade kvittringar.

## Utbredning och systematik
Fågeln förekommer på södra Nya Guinea med närliggande ögrupper och delas in i tre underarter med följande utbredning:
- Nannopsittacus melanogenia melanogenia – Aruöarna
- Nannopsittacus melanogenia fuscifrons – södra Nya Guinea
- Nannopsittacus melanogenia suavissimus – sydöstra Nya Guinea från Gulf of Papua till Milne Bay

Fågeln kategoriserades tidigare som en del av Nannopsittacus gulielmitertii. 

## Levnadssätt
Svartkindad fikonpapegoja hittas i låglänta skogar och skogsbryn. Den ses vanligen i små flockar. 

## Status och hot
Arten har ett stort utbredningsområde, men tros minska i antal, dock inte tillräckligt kraftigt för att den ska betraktas som hotad. Internationella naturvårdsunionen IUCN listar arten som livskraftig (LC).